# Парламентарни избори в България (юни 2024)
Парламентарните избори в България през юни 2024 година избират народни представители в 50-ото народно събрание на Република България. Изборите са предсрочни и са в резултат на неуспешните проучвателни мандати (на ГЕРБ – СДС, ПП – ДБ и ИТН) на президента Румен Радев. Изборите се провеждат заедно с изборите за Европейски парламент на 9 юни 2024 г.

## Участници
В изборите за народни представители в 50-ото народно събрание на Република България и членове на Европейския парламент от България на 9 юни 2024 г. могат да участват партии и коалиции. Според окончателните избирателни списъци в изборите за Народно събрание имат право да гласуват 
6 593 275 души.

### Партии и коалиции
За участие в изборите са регистрирани 20 политически партии (ПП) и 11 коалиции от партии (КП).
Партии, регистрирани за участие в изборите за членове на Европейския парламент от Република България и за народни представители на 9 юни 2024 г.
| Регистрирани партии | Лице, представляващо партията според съдебната ѝ регистрация                                   |
| ПП „Българско национално обединение“ (БНО) | Георги Венелинов Георгиев                                                                      |
| ПП „Български национален съюз „Нова демокрация“ (БНСНД) | Борис Филипов Иванов Богдан Борисов Йоцов                                                      |
| ПП „Възраждане“ (Вз) | Костадин Тодоров Костадинов                                                                    |
| ПП „Народна партия Истината и само истината“ (НПИСИ) | Венцислав Атанасов Ангелов                                                                     |
| ПП „Глас народен“ (ГН) | Светослав Емилов Витков                                                                        |
| ПП „Има такъв народ“ (ИТН) | Станислав Тодоров Трифонов                                                                     |
| ПП „Движение за права и свободи“ (ДПС) | Делян Славчев Пеевски Джевдет Ибрямов Чакъров                                                  |
| ПП „Пряка демокрация“ (ПД) | Петър Николаев Клисаров                                                                        |
| ПП „Български гласъ“ (БГ) | Георги Захаринин Попов                                                                         |
| ПП „За Велика България“ (ЗВБ) | Камен Славянов Попов                                                                           |
| ПП „ВМРО – Българско национално движение“ (ВМРО – БНД) | Искрен Василев Веселинов Ангел Чавдаров Джамбазки Александър Маиров Сиди Юлиан Кръстев Ангелов |
| ПП „Общество за Нова България“ (ОНБ) | Маргарит Владимиров Мицев                                                                      |
| ПП „Партия на Зелените“ (ПЗ) | Владимир Димитров Николов                                                                      |
| ПП „Морал единство чест“ (МЕЧ) | Радостин Петев Василев                                                                         |
| ПП „Български съюз за директна демокрация“ (БСДД) | Георги Стефанов Неделчев Светла Михайлова Милушева                                             |
| ПП „Български възход“ (БВ) | Стефан Динчев Янев                                                                             |
| ПП „Величие“ (Вл) | Албена Георгиева Пекова                                                                        |
| ПП „Ние идваме“ (НИ) | Мария Василева Капон                                                                           |
| ПП „Зелено движение“ (ЗД) | Тома Георгиев Белев Даниела Стоянова Божинова                                                  |
| ПП „Единение“ (Е) | Иван Маркос Христанов Иван Косев Манев                                                         |
| |                                                                                                |
| Заличени партии | Лице, представляващо партията според съдебната ѝ регистрация                                   |
| ПП „Атака“ (След извършена проверка на списък на избиратели, подкрепящи партията за участие в изборите, предоставен на ЦИК, се установяват 2397 коректни записи при изисквани 2500, поради което регистрацията е заличена) | Волен Николов Сидеров                                                                          |
| ПП „Правото“ (Със заявление от партията е поискано заличаване на нейната регистрация) | Мария Петрова Колева                                                                           |
| ПП „Републиканци за България“ (Със заявление от партията е поискано заличаване на нейната регистрация) | Цветан Генчев Цветанов                                                                         |

Коалиции, регистрирани за участие в изборите за членове на Европейския парламент от Република България и за народни представители на 9 юни 2024 г.
| Регистрирана коалиция | Лице, представляващо партията според съдебната ѝ регистрация                           |
| КП „Център“ (Ц) 1. ПП „Свобода“ 2. ПП „Българска земеделска партия“ | Дарин Димов Дросев                                                                     |
| КП „Коалиция на розата“ (КР) 1. ПП „Българска социалдемокрация – Евролевица“ 2. ПП „Обединен блок на труда „Български лейбъристи“ 3. ПП „Родолюбие 2000“ | Димитър Александров Митев                                                              |
| КП „Ние гражданите“ (НГ) 1. ПП „Българската пролет“ 2. ПП „КОЙ – компетентност, отговорност и истина“ 3. ПП „Българска работническо-селска партия“ 4. ПП „Нация“ | Светозар Стоянов Съев Иван Цветанов Павлов Светослав Иванов Мандиков                   |
| КП „Граждански блок“ (ГБ) 1. ПП „Български демократичен съюз „Радикали“ 2. ПП „Партия на българските жени“ | Иван Стоименов Гешев                                                                   |
| КП „Синя България“ (СиБ) 1. ПП „Консервативно обединение на десницата“ (КОД) 2. ПП „Български демократически форум“ 3. ПП „Движение демократично действие – Д3“ 4. ПП „Национално движение за стабилност и възход“ (НДСВ) 5. ПП „Движение „България на гражданите“ 6. ПП „Партия „Консервативна България“ 7. ПП „Радикал-демократическа партия в България“ 8. ПП „Българска нова демокрация“ 9. ПП „Земеделски народен съюз“ | Вили Младенов Лилков Петър Стефанов Москов                                             |
| КП „Левицата!“ (Л) 1. ПП „АБВ (Алтернатива за българско възраждане)“ 2. ПП „Движение 21“ 3. ПП „Зелена партия“ 4. ПП „Земеделски съюз „Александър Стамболийски“ 5. ПП „Национално движение за спасение на отечеството“ 6. ПП „Политическо движение „Социал-демократи“ | Валери Мирчев Жаблянов                                                                 |
| КП „БСП за България“ (БСПБ) 1. ПП „Българска социалистическа партия“ 2. ПП „Политически клуб „Екогласност“ 3. ПП „Политически клуб „Тракия“ | Корнелия Петрова Нинова                                                                |
| КП „Солидарна България“ (СоБ) 1. ПП „Изправи се България“ 2. ПП „Българската левица“ 3. ПП „Обединена социалдемокрация“ | Ваня Руменова Григорова                                                                |
| КП „Продължаваме промяната – Демократична България“ (ПП – ДБ) 1. ПП „Продължаваме промяната“ 2. ПП „ВОЛТ“ 3. ПП „Демократи за силна България“ 4. ПП „Движение „Да България“ | Кирил Петков Петков Асен Васков Василев Христо Любомиров Иванов Атанас Петров Атанасов |
| КП „ГЕРБ – СДС“ 1. ПП „Граждани за европейско развитие на България“ (ГЕРБ) 2. ПП „Съюз на демократичните сили“ (СДС) | Бойко Методиев Борисов                                                                 |
| КП „Неутрална България“ (НБ) 1. ПП „Комунистическа партия на България“ (КПБ) 2. ПП „Българска комунистическа партия“ (БКП) 3. ПП „Партия на българските комунисти“ (ПБК) 4. ПП „Русофили за възраждане на отечеството“ (РВО) | Валентин Груев Григоров Тинка Колева Стоилкова                                         |

### Подреждане в бюлетините
Поредни номера в бюлетините на партиите, коалициите и независимия кандидат, регистрирани в Централната избирателна комисия в изборите за членове на Европейския парламент от Република България и за народни представители на 9 юни 2024 г.:
| 1                                          | ПП „ИМА ТАКЪВ НАРОД“                                      |
| 2                                          | ПП „ГЛАС НАРОДЕН“                                         |
| 3                                          | СИНЯ БЪЛГАРИЯ                                             |
| 4                                          | НИЕ ГРАЖДАНИТЕ (БЪЛГАРСКАТА ПРОЛЕТ, КОЙ, БРСП, НАЦИЯ)     |
| 5 (единствено в изборите за членове на ЕП) | Кузман Илиев Илиев – независим                            |
| 6                                          | ПП „БЪЛГАРСКИ ГЛАСЪ“                                      |
| 7                                          | КОАЛИЦИЯ НА РОЗАТА                                        |
| 8                                          | ЦЕНТЪР                                                    |
| 9                                          | СОЛИДАРНА БЪЛГАРИЯ                                        |
| 10                                         | ЕДИНЕНИЕ                                                  |
| 11                                         | БНО                                                       |
| 12                                         | ВЪЗРАЖДАНЕ                                                |
| 13                                         | ПП „МЕЧ“                                                  |
| 14                                         | КОАЛИЦИЯ „ПРОДЪЛЖАВАМЕ ПРОМЯНАТА – ДЕМОКРАТИЧНА БЪЛГАРИЯ“ |
| 15                                         | ПП „НАРОДНА ПАРТИЯ „ИСТИНАТА И САМО ИСТИНАТА“             |
| 16                                         | БЪЛГАРСКИ ВЪЗХОД                                          |
| 17                                         | КП „ГРАЖДАНСКИ БЛОК“ (ГБ)                                 |
| 18                                         | ПП „ОБЩЕСТВО ЗА НОВА БЪЛГАРИЯ“                            |
| 19                                         | ЛЕВИЦАТА!                                                 |
| 20                                         | Партия на ЗЕЛЕНИТЕ                                        |
| 21                                         | НИЕ ИДВАМЕ                                                |
| 22                                         | ГЕРБ – СДС                                                |
| 23                                         | БЪЛГАРСКИ НАЦИОНАЛЕН СЪЮЗ – НД                            |
| 24                                         | БСП за БЪЛГАРИЯ                                           |
| 25                                         | ПП „ВЕЛИЧИЕ“                                              |
| 26                                         | ПП „ВМРО – БЪЛГАРСКО НАЦИОНАЛНО ДВИЖЕНИЕ“                 |
| 27                                         | ПРЯКА ДЕМОКРАЦИЯ                                          |
| 28                                         | Движение за права и свободи – ДПС                         |
| 29                                         | ЗЕЛЕНО ДВИЖЕНИЕ                                           |
| 30                                         | ЗА ВЕЛИКА БЪЛГАРИЯ                                        |
| 31                                         | БСДД – БЪЛГАРСКИ СЪЮЗ ЗА ДИРЕКТНА ДЕМОКРАЦИЯ              |
| 32 (единствено за народни представители)   | КОАЛИЦИЯ „НЕУТРАЛНА БЪЛГАРИЯ“ (РУСОФИЛИ И КОМУНИСТИ)      |

## Предизборни кампании

### Предизборни слогани
| Слоган                                                                     | Партия или Коалиция                                       | Сайт                                                                           |
| Да върнем здравия разум!                                                   | ПП „ИМА ТАКЪВ НАРОД“                                      | https://pp-itn.bg/                                                             |
| Единствените останали читави!                                              | ПП „ГЛАС НАРОДЕН“                                         | https://glasnaroden.com/                                                       |
| Защото има смисъл                                                          | СИНЯ БЪЛГАРИЯ                                             | https://sinyabulgaria.bg/                                                      |
| Да си върнем държавата                                                     | НИЕ ГРАЖДАНИТЕ (БЪЛГАРСКАТА ПРОЛЕТ, КОЙ, БРСП, НАЦИЯ)     | https://www.facebook.com/profile.php?id=61559626163761                         |
| България може!                                                             | Кузман Илиев Илиев – независим                            | https://bmsbg.org/                                                             |
| Алтернатива има!                                                           | ПП „БЪЛГАРСКИ ГЛАСЪ“                                      | https://ppbulgarskiglas.bg/                                                    |
| Заедно можем!                                                              | КОАЛИЦИЯ НА РОЗАТА                                        | https://www.facebook.com/zaednoreferendum                                      |
| Време е... ЗА ВАС                                                          | ЦЕНТЪР                                                    | https://center-bg.com/                                                         |
| Време е за хората!                                                         | СОЛИДАРНА БЪЛГАРИЯ                                        | https://solidbul.eu/                                                           |
| Конкретни решения                                                          | ЕДИНЕНИЕ                                                  | https://edinenie.bg/                                                           |
| Обединени с вас                                                            | БНО                                                       | https://bno-bg.com/ Архив на оригинала от 2024-06-03 в Wayback Machine.        |
| Възраждаме България!                                                       | ВЪЗРАЖДАНЕ                                                | https://vazrazhdane.bg/                                                        |
| България Първо!                                                            | ПП „МЕЧ“                                                  | https://www.ppmech.bg/                                                         |
| Мнозинство за нормална европейска България                                 | КОАЛИЦИЯ „ПРОДЪЛЖАВАМЕ ПРОМЯНАТА – ДЕМОКРАТИЧНА БЪЛГАРИЯ“ | https://ppdb.bg/                                                               |
| Божествена подкрепа                                                        | ПП „НАРОДНА ПАРТИЯ „ИСТИНАТА И САМО ИСТИНАТА“             | https://www.facebook.com/groups/207009572756325/                               |
| Заедно за възхода на България!                                             | БЪЛГАРСКИ ВЪЗХОД                                          | https://bgvazhod.com/                                                          |
| Българи, Юмрукът сте вие                                                   | КП „ГРАЖДАНСКИ БЛОК“ (ГБ)                                 | https://grajdanskiblok.bg/ Архив на оригинала от 2024-06-03 в Wayback Machine. |
| Справедливост за всеки, сигурност за всички                                | ПП „ОБЩЕСТВО ЗА НОВА БЪЛГАРИЯ“                            | https://onbbg.org/%5B%5D                                                       |
| Не на войната! Мир за България!                                            | ЛЕВИЦАТА!                                                 | https://www.levicata.com/                                                      |
| България има всичко необходимо сама да се справи с кризата и да се развие! | Партия на ЗЕЛЕНИТЕ                                        | https://partianazelenite.bg/                                                   |
| Не на страха!                                                              | НИЕ ИДВАМЕ                                                | https://nieidvame.org/                                                         |
| Стабилна България в сигурна Европа                                         | ГЕРБ – СДС                                                | https://gerb.bg/bg                                                             |
| Спасете България, спасете себе си!                                         | БЪЛГАРСКИ НАЦИОНАЛЕН СЪЮЗ – НД                            | https://bns-rassate.bg/                                                        |
| За достойна България в мирна Европа                                        | БСП за БЪЛГАРИЯ                                           | https://bsp.bg/                                                                |
| Величие за България!                                                       | ПП „ВЕЛИЧИЕ“                                              | https://velichie.bg/                                                           |
| Време е за единство и сила!                                                | ПП „ВМРО – БЪЛГАРСКО НАЦИОНАЛНО ДВИЖЕНИЕ“                 | https://www.facebook.com/www.vmro.bg/                                          |
| Нов политически модел                                                      | ПРЯКА ДЕМОКРАЦИЯ                                          | https://www.directdemocracy.bg/                                                |
| Заедно с хората                                                            | Движение за права и свободи – ДПС                         | https://www.dps.bg/                                                            |
| Силата да си почтен                                                        | ЗЕЛЕНО ДВИЖЕНИЕ                                           | https://zelenodvizhenie.bg/                                                    |
| България зона на мира                                                      | ЗА ВЕЛИКА БЪЛГАРИЯ                                        | https://zavelikabulgaria.bg/                                                   |
| Ново, доказано във времето!                                                | БСДД – БЪЛГАРСКИ СЪЮЗ ЗА ДИРЕКТНА ДЕМОКРАЦИЯ              | https://www.budd.bg/                                                           |
| Да говорим за важните неща!                                                | КОАЛИЦИЯ „НЕУТРАЛНА БЪЛГАРИЯ“ (РУСОФИЛИ И КОМУНИСТИ)      | https://www.facebook.com/profile.php?id=61552028243492                         |

## Предизборни обществени очаквания

### Социологически проучвания
ПУБЛИЧЕН РЕГИСТЪР на агенциите, които извършват социологически проучвания в изборния ден в изборите за членове на Европейския парламент от Република България и за народни представители на 9 юни 2024 г.
| Наименование на агенция, която извършва социологически проучвания в изборния ден |
| -------------------------------------------------------------------------------- |
| „ГАЛЪП ИНТЕРНЕШЪНЪЛ БОЛКАН“ АД                                                   |
| „АЛФА РИСЪРЧ“ ООД                                                                |
| Изследователски център „ТРЕНД“ ООД                                               |
| „Маркет ЛИНКС“ ООД                                                               |

Последни проучвания преди изборния ден:
„ГАЛЪП ИНТЕРНЕШЪНЪЛ БОЛКАН“ АД
- Сондаж за БНТ: Моментна картина на електоралните нагласи към началото на май

„АЛФА РИСЪРЧ“ ООД
- Обществени нагласи на старта на предизборната кампания за Национален и Европейски парламент, май 2024.

Изследователски център „ТРЕНД“ ООД
- Нагласи на българите спрямо изборите за Народно събрание и Европейски парламент (май 2024)

„Маркет ЛИНКС“ ООД
- „Маркет ЛИНКС“: Над 8 % е разликата между първата и втората политическа сила на парламентарните избори

Предварителни очаквания за избирателната активност по данни на регистрираните в ЦИК агенции:
- Към началото на месец май сигурността на гласуване на 9 юни за Народното събрание по декларациите на респондентите е 39,4 %. От всички гласуващи 3,6 % съобщават, че ще гласуват с „Не подкрепям никого“. (ГАЛЪП)
- С наближаването на изборите декларираната избирателна активност леко нараства. Готовност да гласуват за Народно събрание заявяват около 40 % от пълнолетните граждани, или приблизително 2 млн. 600 хил. – 2 млн. 650 хил. души. Кампанията може да увеличи техния брой, като го доближи до участието на парламентарните избори през април 2023 година, т.е. около 2 700 000. (АЛФА)
- Избирателната активност на парламентарните избори през юни 2024 г. се очаква да бъде около 48 % от пълнолетните българи, живеещи на територията на страната – приблизително се очакват между 2 милиона и половина и 2 милиона и 700 хиляди избиратели пред урните на 9 юни. (ТРЕНД)
- Според проучването 45,8 % от анкетираните са отговорили, че ще гласуват в изборите за народни представители. (Маркет ЛИНКС)

## Резултати
Към 23,00 ч. на 10 юни 2024 г. на база 100,00 % от избирателните протоколи за парламентарните избори са обявени следните резултати от действителните гласове, подадени за партии и коалиции:
| #  | Партия                                                | %                    | Места              |
| 1  | ГЕРБ –СДС                                             | 24,71 % ( 1,8 %)     | 68 ( 1) (28,33 %)  |
| 2  | ДПС                                                   | 17,07 % ( 3,32 %)    | 47 ( 11) (18,33 %) |
| 3  | ПП – ДБ                                               | 14,33 % ( 10,23 %)   | 39 ( 25) (17,08 %) |
| 4  | Възраждане                                            | 13,78% ( 0,38 %)     | 38 ( 1) (15,83 %)  |
| 5  | БСП                                                   | 7,06 % ( 1,87 %)     | 19 ( 4) (7,92 %)   |
| 6  | ИТН                                                   | 5,96 % ( 1,85 %)     | 16 ( 5) (7,08 %)   |
| 7  | Величие                                               | 4,65 % (нова партия) | 13 ( 13) (5,42 %)  |
| 8  | МЕЧ                                                   | 2,98 %               | 0                  |
| 9  | Синя България                                         | 1,57 %               | 0                  |
| 10 | Солидарна България                                    | 1,47 %               | 0                  |
| 11 | Център                                                | 1,19 %               | 0                  |
| 12 | ВМРО – Българско национално движение                  | 0,99 %               | 0                  |
| 13 | Левицата!                                             | 0,7 %                | 0                  |
| 14 | Български възход                                      | 0,57 %               | 0                  |
| 15 | Зелено движение                                       | 0,43 %               | 0                  |
| 16 | ПП „Глас народен“                                     | 0,31 %               | 0                  |
| 17 | Ние идваме                                            | 0,28 %               | 0                  |
| 18 | Партия на зелените                                    | 0,26 %               | 0                  |
| 19 | Пряка демокрация                                      | 0,24 %               | 0                  |
| 20 | Единение                                              | 0,24 %               | 0                  |
| 21 | Ние гражданите (българската пролет, кой, БРСП, нация) | 0,22 %               | 0                  |
| 22 | Български гласъ                                       | 0,16 %               | 0                  |
| 23 | КП „Граждански блок“ (ГБ)                             | 0,14 %               | 0                  |
| 24 | Народна партия „Истината и само истината“             | 0,12 %               | 0                  |
| 25 | Коалиция „Неутрална България“ (русофили и комунисти)  | 0,11 %               | 0                  |
| 26 | Общество за нова България                             | 0,10 %               | 0                  |
| 27 | Коалиция на розата                                    | 0,10 %               | 0                  |
| 28 | Български национален съюз „Нова демокрация“           | 0,10 %               | 0                  |
| 29 | За велика България                                    | 0,09 %               | 0                  |
| 30 | Български съюз за директна демокрация                 | 0,04 %               | 0                  |
| 31 | Българско национално обединение                       | 0,04 %               | 0                  |

| Избирателен район       | Брой на мандатите, по партии | Брой на мандатите, по партии | Брой на мандатите, по партии | Брой на мандатите, по партии | Брой на мандатите, по партии | Брой на мандатите, по партии | Брой на мандатите, по партии | Брой на мандатите, по партии |
| Избирателен район       | ИТН                          | Възраждане                   | ПП – ДБ                      | ГЕРБ – СДС                   | БСП                          | Величие                      | ДПС                          | района                       |
| ----------------------- | ---------------------------- | ---------------------------- | ---------------------------- | ---------------------------- | ---------------------------- | ---------------------------- | ---------------------------- | ---------------------------- |
| 1 МИР Благоевград       | 1                            | 1                            | 1                            | 4                            | 1                            | 0                            | 3                            | 11                           |
| 2 МИР Бургас            | 1                            | 2                            | 2                            | 4                            | 1                            | 1                            | 3                            | 14                           |
| 3 МИР Варна             | 2                            | 3                            | 3                            | 5                            | 1                            | 1                            | 1                            | 16                           |
| 4 МИР Велико Търново    | 1                            | 1                            | 1                            | 2                            | 1                            | 1                            | 1                            | 8                            |
| 5 МИР Видин             | 0                            | 1                            | 1                            | 1                            | 0                            | 0                            | 1                            | 4                            |
| 6 МИР Враца             | 0                            | 1                            | 1                            | 2                            | 1                            | 0                            | 1                            | 6                            |
| 7 МИР Габрово           | 0                            | 1                            | 1                            | 1                            | 0                            | 0                            | 1                            | 4                            |
| 8 МИР Добрич            | 1                            | 1                            | 0                            | 1                            | 1                            | 0                            | 1                            | 5                            |
| 9 МИР Кърджали          | 0                            | 0                            | 0                            | 0                            | 0                            | 0                            | 5                            | 5                            |
| 10 МИР Кюстендил        | 0                            | 1                            | 0                            | 1                            | 0                            | 1                            | 1                            | 4                            |
| 11 МИР Ловеч            | 0                            | 1                            | 0                            | 1                            | 0                            | 1                            | 1                            | 4                            |
| 12 МИР Монтана          | 0                            | 1                            | 0                            | 1                            | 0                            | 0                            | 2                            | 4                            |
| 13 МИР Пазарджик        | 0                            | 1                            | 1                            | 3                            | 1                            | 0                            | 2                            | 8                            |
| 14 МИР Перник           | 0                            | 1                            | 1                            | 2                            | 0                            | 0                            | 0                            | 4                            |
| 15 МИР Плевен           | 1                            | 1                            | 1                            | 2                            | 1                            | 1                            | 1                            | 8                            |
| 16 МИР Пловдив (град)   | 1                            | 2                            | 3                            | 4                            | 1                            | 1                            | 0                            | 12                           |
| 17 МИР Пловдив (област) | 1                            | 2                            | 1                            | 3                            | 1                            | 1                            | 2                            | 11                           |
| 18 МИР Разград          | 0                            | 0                            | 0                            | 1                            | 0                            | 0                            | 3                            | 4                            |
| 19 МИР Русе             | 1                            | 1                            | 1                            | 2                            | 1                            | 0                            | 1                            | 7                            |
| 20 МИР Силистра         | 0                            | 1                            | 0                            | 1                            | 0                            | 0                            | 2                            | 4                            |
| 21 МИР Сливен           | 0                            | 1                            | 1                            | 2                            | 1                            | 0                            | 1                            | 6                            |
| 22 МИР Смолян           | 0                            | 0                            | 0                            | 1                            | 0                            | 1                            | 2                            | 4                            |
| 23 МИР София            | 1                            | 3                            | 7                            | 5                            | 1                            | 1                            | 1                            | 19                           |
| 24 МИР София            | 1                            | 2                            | 5                            | 3                            | 1                            | 1                            | 0                            | 13                           |
| 25 МИР София            | 1                            | 3                            | 4                            | 4                            | 1                            | 1                            | 0                            | 14                           |
| 26 МИР София (област)   | 1                            | 1                            | 1                            | 3                            | 1                            | 0                            | 1                            | 8                            |
| 27 МИР Стара Загора     | 1                            | 2                            | 1                            | 3                            | 1                            | 1                            | 2                            | 11                           |
| 28 МИР Търговище        | 0                            | 0                            | 0                            | 1                            | 0                            | 0                            | 3                            | 4                            |
| 29 МИР Хасково          | 1                            | 1                            | 1                            | 3                            | 0                            | 0                            | 2                            | 8                            |
| 30 МИР Шумен            | 0                            | 1                            | 1                            | 1                            | 1                            | 0                            | 2                            | 6                            |
| 31 МИР Ямбол            | 0                            | 1                            | 0                            | 1                            | 1                            | 0                            | 1                            | 4                            |
| Страната:               | 16                           | 38                           | 39                           | 68                           | 19                           | 13                           | 47                           | 240                          |